# Rue Royale (Bruxelles)
Pour les articles homonymes, voir Rue Royale.
La rue Royale (en néerlandais : Koningsstraat) est une des principales artères de la Ville de Bruxelles. Partant de la place Royale, elle longe le parc de Bruxelles et passe devant la colonne du Congrès pour aboutir en droite ligne à la porte de Schaerbeek. Au-delà, elle se prolonge jusqu'à l’église royale Sainte-Marie (en passant par les communes de Saint-Josse-ten-Noode et de Schaerbeek), puis change de nom en rue Royale Sainte-Marie, jusqu’à l’hôtel communal de Schaerbeek.
La rue Royale, la rue des Palais et l’avenue de la Reine constituent le « tracé royal » qui relie le palais royal de Bruxelles au château de Laeken.

## Adresses notables
à Bruxelles-ville :
- no 2-4 : Hôtel de Grimbergen
- no 14 : Hôtel Errera
- no 47 : Siège bruxellois du parti indépendantiste flamand N-VA
- no 67 : École supérieure d'informatique (Bruxelles)
- no 71 : Banque Buurmans
- no 72 : Hôtel de Ligne
- no 76 : Siège de la STIB
- no 93 : Immeuble Union et Prévoyance (Art déco)
- no 100 : Groupe Rossel
- nos 101-103 : Hôtel Astoria (1909), œuvre de l’architecte Henri Van Dievoet.

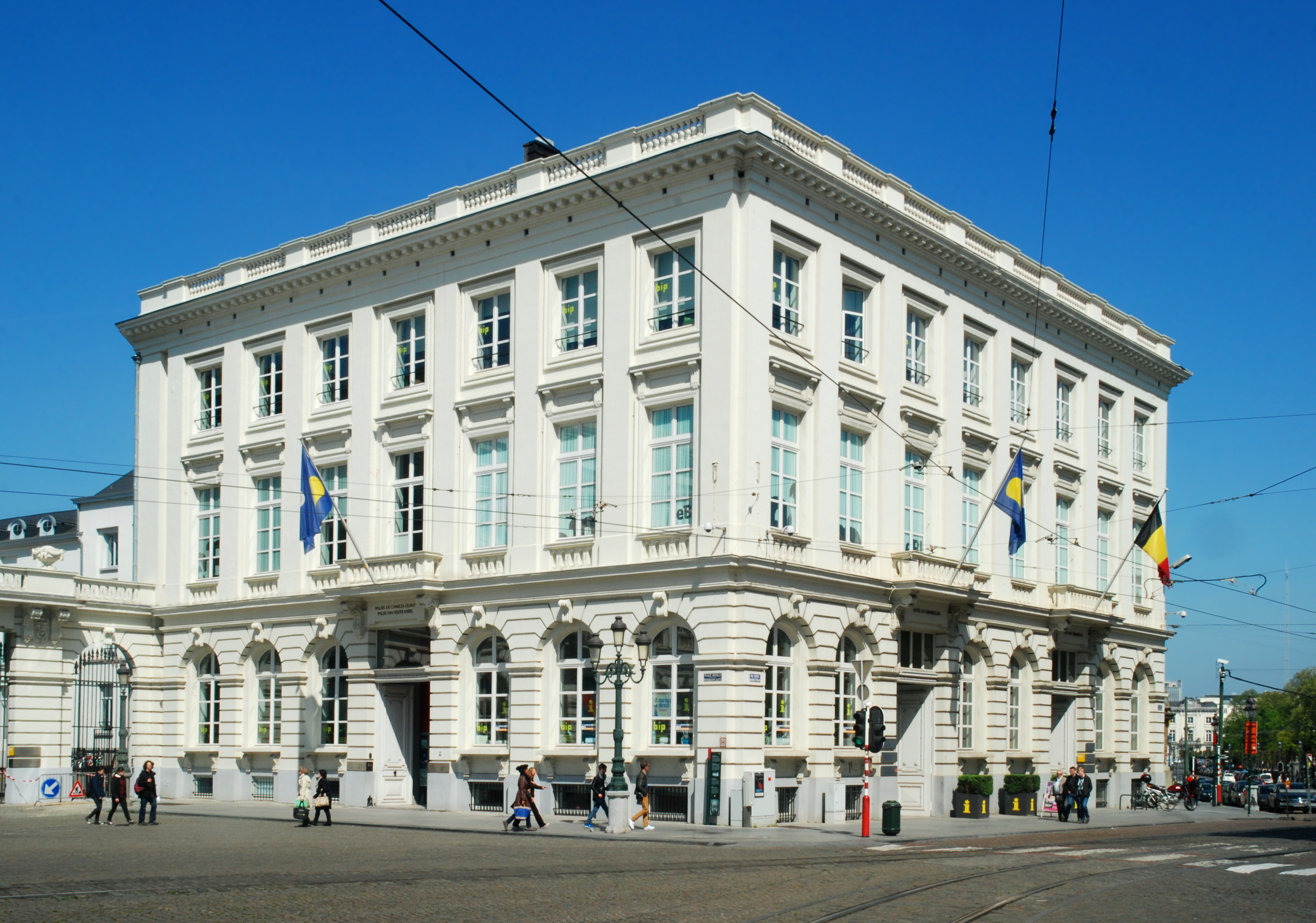
Hôtel de Grimbergen.
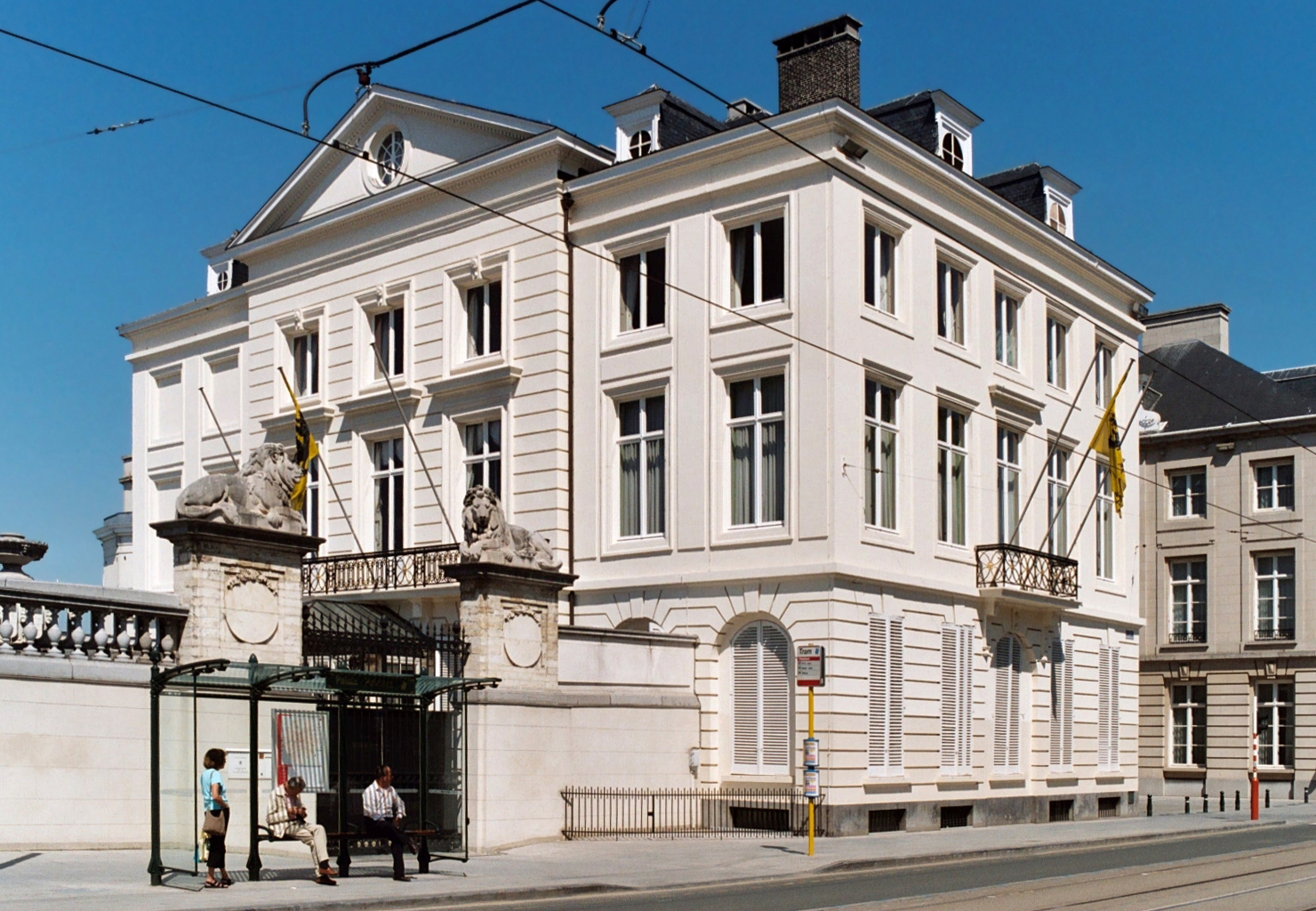
Hôtel Errera.
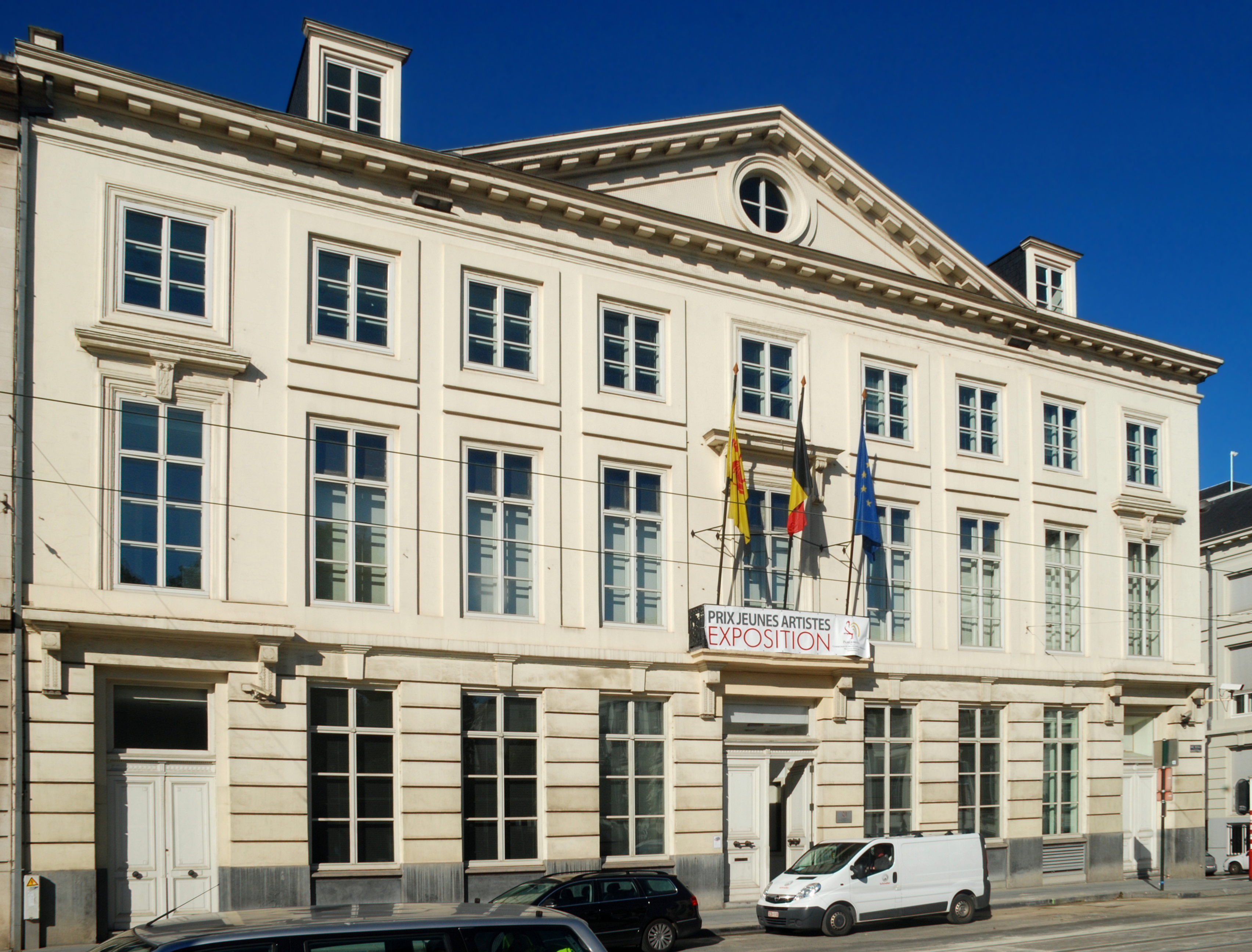
Hôtel de Ligne.
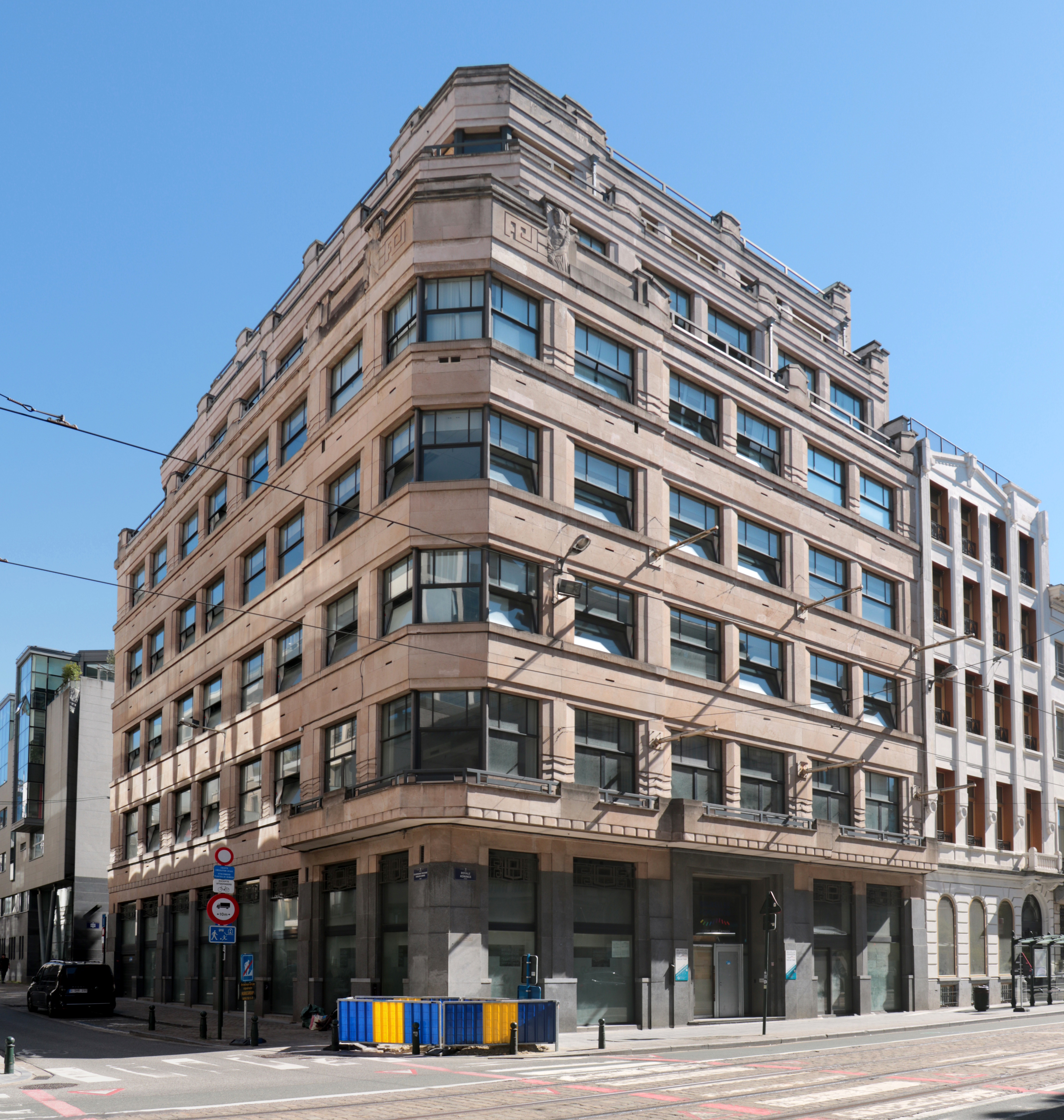
Immeuble Union et Prévoyance.

à Saint-Josse-ten-Noode :
- no 151 : Tour P&V
- no 236 : Plaque commémorative Lucien Jottrand (1804-1877)
- no 284 : Ancien immeuble de bureaux de la compagnie Rotterdamsche Verzekering Societeiten (RVS)
- no 288 : l'Hôtel Boël
- no 290 : Maison construite en 1864 par Desmedt. Siège de Gaumont (cinéma) pendant 50 ans.
- no 294 : Ancien hôtel de Mesnil, dit hôtel Puccini. Le compositeur italien Giacomo Puccini (1858-1924) y a séjourné.
- no 306 : Plaque commémorative Mathieu Leclercq (1796-1889)
- no 310 : Siège national de l'Union de la presse cinématographique belge (UPCB)
- no 316 : Hôtel Cohn-Donnay, réaménagé dans le style Art nouveau par l'architecte Paul Hamesse

à Schaerbeek :
- no 328 : Maison classée par arrêté royal le 8 août 1988

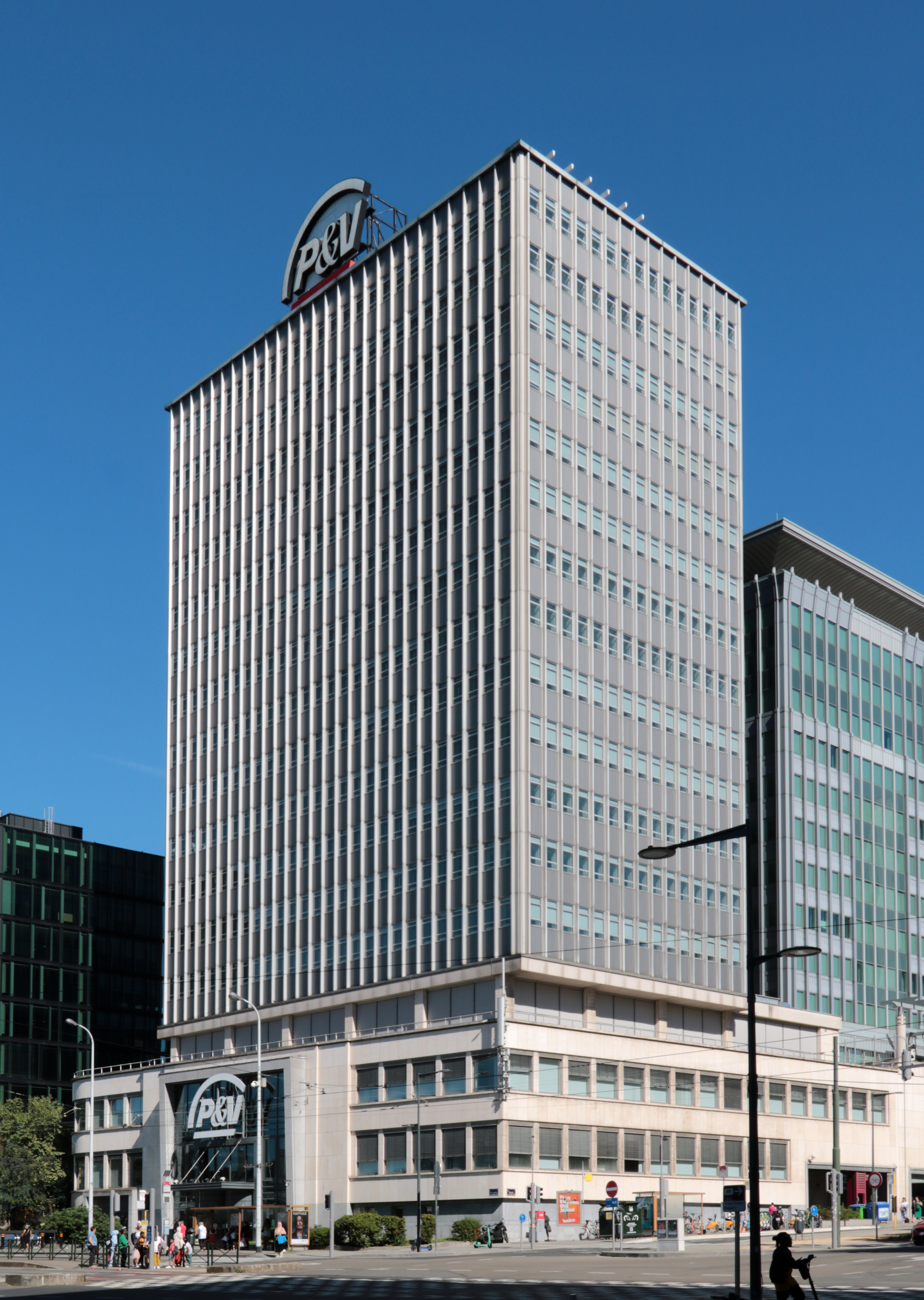
Tour P&V.
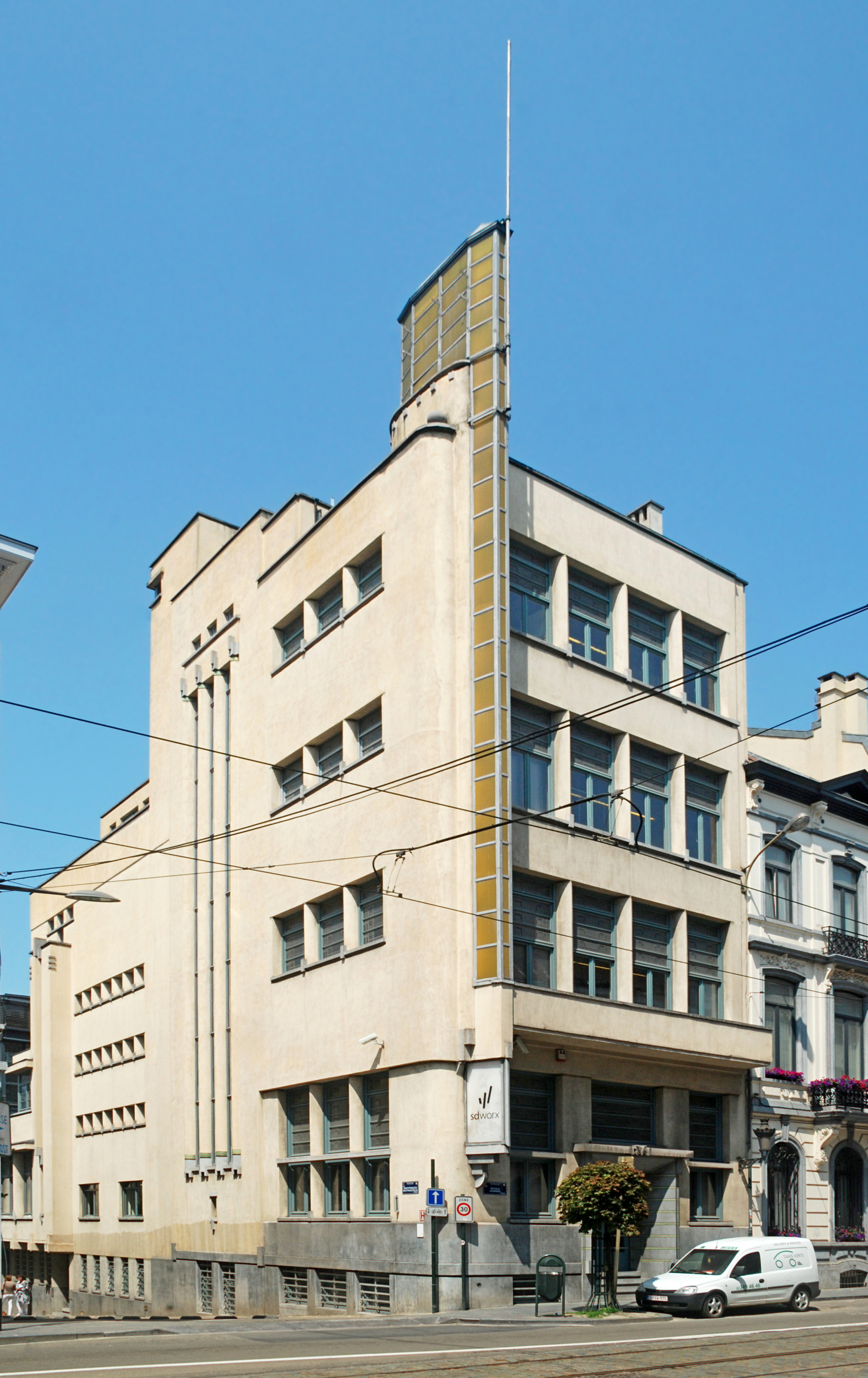
RVS.
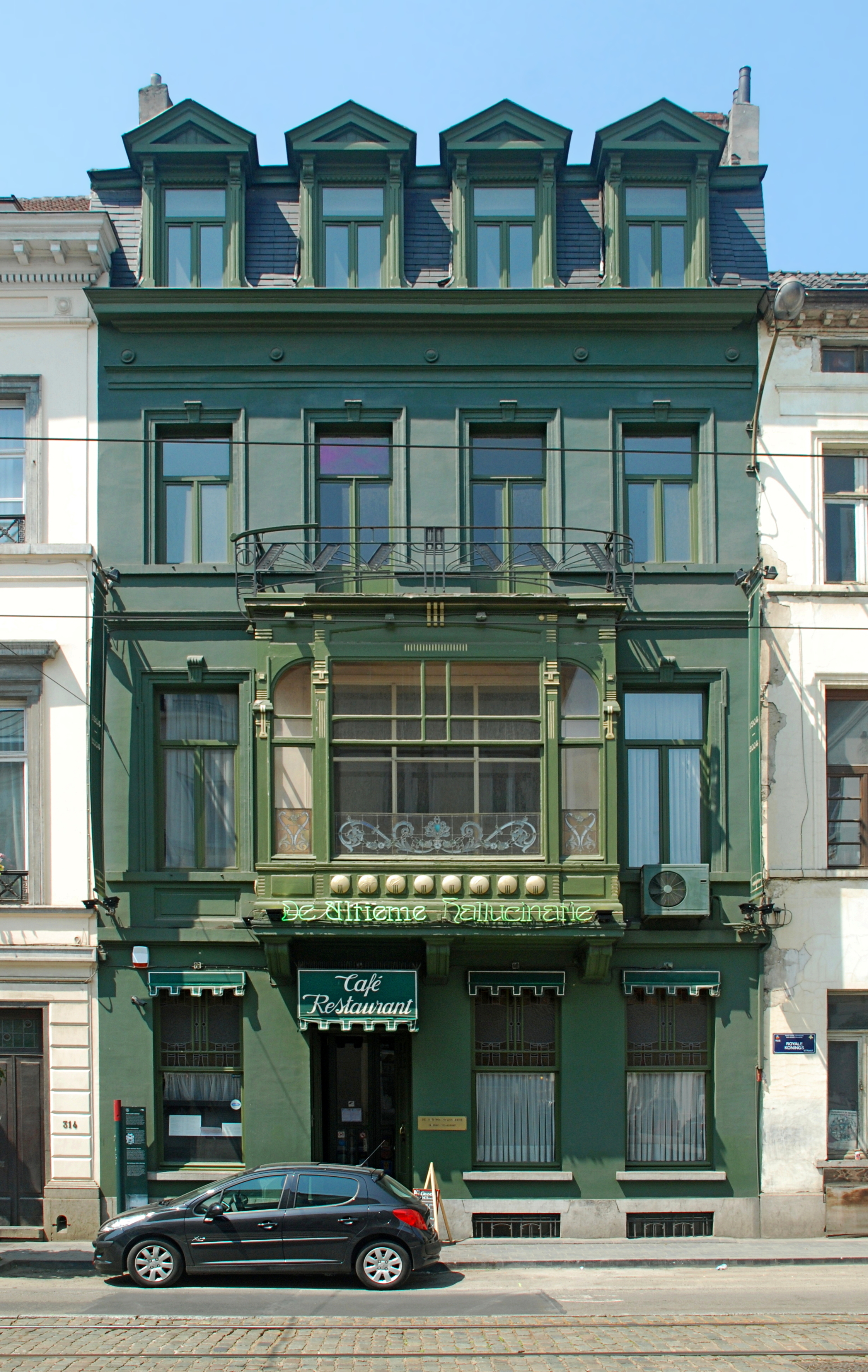
Hôtel Cohn-Donnay.

### Anciennement
- no 136[1]  : A la Porte chinoise[2], firme Verleysen-Nyssens. Commerce d'objets d'Extrême Orient. (1866-1980).
- no 192 (Ancienne numérotation) : Maison d’encadrement Charles Xhrouet, (1898-1914), face à l’hôtel Astoria

## Accès
| ___ | Ce site est desservi par les stations de métro : Parc et Botanique. |